# Ratpenat de ferradura del Turkestan
El ratpenat de ferradura del Turkestan (Rhinolophus bocharicus) és una espècie de ratpenat de la família dels rinolòfids. Viu a l'Afganistan, l'Iran, el Kazakhstan, el Kirguizstan, el Tadjikistan, el Turkmenistan i l'Uzbekistan. El seu hàbitat natural són contraforts muntanyosos desèrtics. Habita coves i galeries de les mines abandonades. No hi ha cap amenaça significativa per a la supervivència d'aquesta espècie, tot i que està afectada per la pèrdua d'hàbitat.